# Michel Bernardy
Pour les articles homonymes, voir Bernardy.
Michel Bernardy, né à Menton le 11 juin 1930 et mort à Vienne en Autriche le 20 mars 2023, est un comédien, metteur en scène, professeur et auteur français, pensionnaire de la Comédie-Française de 1960 à 1972, professeur au Conservatoire national supérieur d'art dramatique de 1972 à 1994.

## Biographie
Homme de théâtre, il débute sous l’égide de Jacques Hébertot en 1953 et de Michel Saint Denis à la Comédie de l’Est en 1954. Il est ensuite pensionnaire de la Comédie-Française du 18 novembre 1960 au 17 novembre 1972, puis professeur de langage au Conservatoire National Supérieur d’Art Dramatique de 1972 à 1994.
Il est l'auteur du livre Le Jeu Verbal ou traité de diction à l'usage de l'honnête homme (1988), devenu Le Jeu Verbal. Oralité de la langue française (2011), pour lequel lui est décerné en 2012 le Prix Emile Augier de l'Académie Française.
Il est également l'auteur de douze traductions inédites de Shakespeare, dont le Roi Lear, joué par Jean Marais en 1978. Il s'est produit dans au moins 55 créations.
Sur le site jeuverbal.fr, ouvert depuis 2002, il a poursuivi ses recherches sur l’oralité de la langue française, et y a diffusé la version numérique de son livre Le Jeu Verbal.

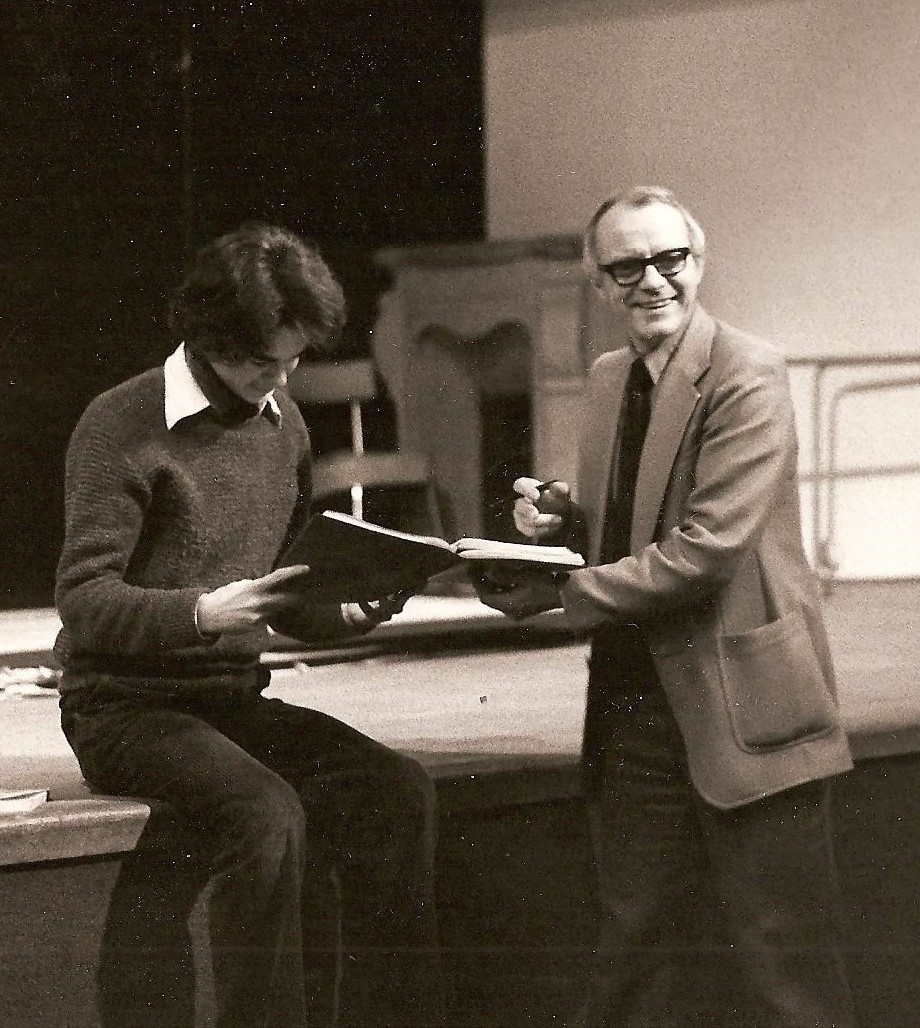
Michel Bernardy au CNSAD en 1972

## Théâtre

### Comédie Française

#### Rôles
- Britannicus, Britannicus, Jean Racine, mise en scène Michel Vitold, 13 janvier 1961
- Cléante, L'Avare, Molière, 22 avril 1961
- Octave, Les Fourberies de Scapin, Molière, mise en scène Jacques Charon, 28 avril 1961
- Damis, Tartuffe, Molière, mise en scène Louis Seigner, 17 mai 1961
- Florizel, Le Conte d'hiver, Shakespeare, mise en scène Julien Bertheau, 2 mai 1961
- Cléante, Le Malade Imaginaire, Molière, mise en scène Robert Manuel, 17 mai 1961
- Fortunio, Le Chandelier, Alfred de Musset, mise en scène Raymond Gérome, 1er octobre 1961
- Deuxième marquis, L'Impromptu du Palais Royal, Jean Cocteau,1962
- Coelio, Les Caprices de Marianne, Alfred de Musset, mise en scène Julien Bertheau, 28 mars 1963
- Zametov, Crime et Châtiment, Dostoïevski, mise en scène Michel Vitold, 9 mars 1963
- Ptolomée, La Mort de Pompée, Pierre Corneille, mise en scène Jean Marchat, 24 octobre 1963
- Mortimer, Marie Stuart, Frédéric Schiller, mise en scène Raymond Hermantier, 23 novembre 1963
- Le Fils Prodigue, Le Retour de l'Enfant Prodigue, André Gide, mise en scène Jean Marchat, 30 janvier 1964
- Acaste, Le Misanthrope, Molière, mise en scène Robert Manuel, 15 février 1964
- La Grange, Les Précieuses Ridicules, Molière, 5 novembre 1964
- Valère, L'École des maris, Molière, 11 mars 1964
- Christian de Neuvillette, Cyrano de Bergerac, Edmond Rostand, mise en scène Jacques Charon, 20 juin 1964
- Maître tailleur, Le Bourgeois Gentilhomme, Molière, réglé par Madame Léone Mail, 9 octobre 1964
- Horace, L'École des Femmes, Molière, 28 mars 1965
- Le Poète, La Nuit d'Octobre, Alfred de Musset, 4 avril 1965
- Mario, Le Jeu de l'Amour et du Hasard, Marivaux, mise en scène Maurice Escande, 6 juillet 1965
- Le Baron de Valbrun, L'Âne et le Ruisseau, Alfred de Musset, mise en scène Jacques Sereys, 16 septembre 1965
- Lysandre, Le Songe d'une Nuit d'été, Shakespeare, mise en scène Jacques Fabbri, 12 octobre 1965
- Horace Bouchet, Le Jeu de l'Amour et de la Mort, Romain Rolland, mise en scène Jean Marchat, 26 janvier 1966
- 2e Frère, La Soif et la Faim, Eugène Ionesco, mise en scène Jean-Marie Serreau, 27 février 1966
- Fabio, Corilla, Gérard de Nerval, mise en scène Michel Bernardy, 3 novembre 1966
- Cordiani, André del Sarto, Alfred de Musset, mise en scène Michel Etcheverry, 19 janvier 1967
- Le Prince, La Double Inconstance, Marivaux, 13 avril 1967
- Dorante, Le Jeu de l'amour et du hasard, Marivaux, mise en scène Maurice Escande, 5 octobre 1967
- Pylade, Andromaque, Jean Racine, mise en scène Paul-Emile Deiber, 21 avril 1968
- Le Brel, Cyrano de Bergerac, Edmond Rostand, mise en scène Jacques Charon, 15 mai 1968
- Ismaël, Athalie, Jean Racine, mise en scène Maurice Escande, 3 octobre 1968
- Le Jeune Homme, Électre, Jean Giraudoux, mise en scène Pierre Dux, 21 mai 1969
- Acaste, Le Misanthrope, Molière, mise en scène Jacques Charon, 20 juin 1969
- Le Vitrier, Le Songe, August Strindberg, mise en scène Raymond Rouleau, 30 novembre 1970
- Porcellio Pandone, Malatesta, Henry de Montherlant, 23 mars 1971
- Les Rois du Jour, Les Rois du Jour et de la Nuit, mise en scène Michel Bernardy, 5 avril 1972

### Hors Comédie Française
- 1953 : Britannicus, Jean Racine, mise en scène Claude Dagues, Théâtre Hébertot
- 1953 : Rome n'est plus dans Rome, Gabriel Marcel, mise en scène Jean Vernier, Théâtre Hébertot
- 1953 : Les Plaideurs, Jean Racine, mise en scène Jeanne Hamelin, Théâtre Hébertot
- 1954 : L'Épreuve, Marivaux, mise en scène Daniel Leveugle, La Comédie de l'Est
- 1955 : Roméo et Juliette, Shakespeare, mise en scène Michel Saint-Denis, La Comédie de l'Est
- 1956 : Saint Élie de Gueuce et Catherine Aulnaie, Patrice de La Tour du Pin, mise en scène Antoine Bourseiller, Théâtre de poche
- 1956 : Timocrate, Thomas Corneille, mise en scène Lionel Baylac
- 1956 : La Place de l'Étoile, Robert Desnos, mise en scène Serge Ligier, Moulin de la Galette
- 1957 : Le Roman de la Rose, Guillaume de Lorris, mise en scène Maurice Jacquemont
- 1957 : Hamlet, Shakespeare, mise en scène Maurice Jacquemont, 6è Festival des jeux du théâtre de Sarlat
- 1957 : Mangeront-ils ?, Victor Hugo, Théâtre poétique de Paris
- 1958 :Humiliés et offensés, adaptation de André Charpak d'après le roman de Dostoïevski, mise en scène Grégory Chmara, l'Avant-Scène
- 1966 : Noces de Sang, Federico García Lorca, mise en scène Serge Bouillon, Théâtre du Capitole
- 1973 : Jeanne d'Arc au Bûcher, Paul Claudel, musique de Arthur Honegger, sous la direction de Jean-Pierre Loré, Eglise Saint -Sulpice

### Mise en scène
- Corilla, d'après Gérard de Nerval, Comédie Française, 3 novembre 1966

- Polyeucte, Pierre Corneille, Comédie Française, 13 février 1969
- Première soirée Napoléon, 1. de la Corse au Sacre, Comédie Française, 7 mai 1969
- Deuxième soirée Napoléon, 2. Du Sacre à Saint Hélène, Comédie Française, 14 mai 1969
- Le Pain de Ménage, Jules Renard, Comédie Française, 20 juin 1969
- Le Retour d'Amazan, d'après André Thérive, Comédie Française, 5 février 1970
- Petite suite poétique résolument optimiste, Carte Blanche à René de Obaldia, Comédie Française, 6 mars 1972
- Les Rois du Jour et de la Nuit, textes de Shakespeare, version française de Michel Bernardy, 5 avril 1972, Théâtre National de l'Odéon

### Traductions jouées d'œuvres de Shakespeare
- 1974 : Richard II, Shakespeare, Maison de la Radio, Paris
- 1975 : Antoine et Cléopâtre, Shakespeare, Maison de la Radio, Paris
- 1978 : Le Roi Lear, Shakespeare, mise en scène de Yves Gasc

## Ouvrages
- Aigremont, prélude de Pierre Dalle Nogare, Edition de l'Athanor, 1975
- Le jeu verbal ou traité de diction à l'usage de l'honnête homme, préface de Robin Renucci, Editions de l'Aube 1988; puis Le jeu verbal. Oralité de la langue française, préface de Valère Novarina, L'Âge d'homme, 2011.